# 熊本大学の人物一覧
熊本大学の人物一覧（くまもとだいがくのじんぶついちらん）は、熊本大学に関係する人物の一覧記事。

## 著名な教職員

### 大学院社会文化科学研究科

#### 教授システム学専攻
- 鈴木克明 - 教授・専攻長（元東北学院大学教養学部教授・元岩手県立大学ソフトウェア情報学部教授）…日本における、インストラクショナルデザインの権威である。
- 木島安史 - 建築家。元教授（元千葉大学工学部教授）…1985年日本建築学会賞、1990年村野藤吾賞など受賞歴多数。アーチ型の丸屋根を得意とし、日本を代表する建築家の一人である。

### 大学院自然科学研究科
- 大谷順 - 理事・副学長（元地盤工学会会長）

## 主な出身者

### 政治

#### 現職国会議員
- 阿部弘樹 - 衆議院議員、元津屋崎町長
- 古賀千景 - 参議院議員

#### 元職国会議員
- 江田康幸 - 元衆議院議員、元環境副大臣
- 有働正治 - 元参議院議員

#### 市町村長
- 安田公寛 - 元天草市長、元全国市長会副会長
- 馬場昭治 - 天草市長
- 松岡隼人 - 人吉市長
- 甲斐宗之 - 宮崎県高千穂町長

### 行政・司法
- 田中征治 - 総務省大臣官房技術総括審議官、電波技術協会名誉会長
- 小野純男 - 駐パラグアイ大使、サンパウロ総領事、外務大臣官房審議官
- 井ノ上正盛 - 外務省一等書記官、イラク日本人外交官射殺事件で殉職
- 下田智久 - 厚生労働省健康局長、厚生労働省大臣官房技術総括審議官、日本健康・栄養食品協会理事長
- 福島靖正 - 医務技監、厚生労働省健康局長、熊本市副市長、国立保健医療科学院長
- 長谷川武 - 国土交通省航空保安大学校長、港湾空港技術研究所特別研究主幹
- 村田信一 - 熊本県副知事、熊本空港ビルディング社長
- 戸塚誠司 - 熊本県土木部長
- 前田一昭 - 高松高等裁判所長官、福岡地方裁判所所長、福岡高等裁判所部総括判事
- 東孝行 - 広島高等裁判所部総括判事、福岡高等裁判所那覇支部長、久留米大学名誉教授

### 財界
- 岐部一誠 - インフロニア・ホールディングス社長
- 桑原潤 - 元ヤクルト本社社長
- 神出元一 - 元全国農業協同組合連合会理事長
- 芳賀義雄 - 元日本製紙グループ本社社長、元日本製紙連合会会長
- 平野洋一郎 - アステリア創業者・社長、ブロックチェーン推進協会代表理事（中退）
- 藤井博行 - 元日立金属会長兼社長、元日本鉄鋼連盟理事
- 前田勝之助 - 元東レ社長、元経団連副会長、元日本知的財産協会会長
- 白石憲正 - 起業家・実業家。diffeasyを創業し、ふくおかフィナンシャルグループにバイアウト。

### 研究者・学者
- 青木謙一郎 - 地球科学者、東北大学名誉教授、元日本岩石鉱物鉱床学会会長、元日本火山学会会長
- 岩政輝男 - 病理学者、元琉球大学学長
- 内野明徳 - 理学博士、熊本大学教授、熊日出版文化賞、地域環境保全功労者
- 小畑弘己 - 考古学者、熊本大学文学部教授、濱田青陵賞
- 釘原直樹 - 社会心理学者、大阪大学大学院人間科学研究科教授
- 桑原一司 - 民間学者
- 小柳義夫 - 生物学者、京都大学名誉教授、元京都大学ウイルス・再生医科学研究所所長
- 佐川尚 - 工学者、京都大学大学院エネルギー科学研究科教授
- 田頭章一 - 法学者、上智大学法学部長・教授、元法務省司法試験考査委員
- 高島忠平 - 考古学者、佐賀女子短期大学学長、学校法人旭学園理事長
- 棚溂弥一郎 - 薬学者、徳島大学名誉教授、徳島文理大学名誉教授
- 田畑智司 - 言語学者、大阪大学大学院人文学研究科教授、英語コーパス学会会長
- 友田明美 - 脳科学者、福井大学子どものこころの発達研究センター教授
- 鑪幹八郎 - 心理学者、広島大学名誉教授、元日本心理臨床学会理事長
- 中谷惣 - 歴史学者、大阪大学大学院人文学研究科准教授、日本学士院学術奨励賞、日本学術振興会賞、フォスコ・マライーニ賞
- 中村尚史 - 歴史学者、東京大学社会科学研究所副所長・教授、フランス社会科学高等研究院客員教授
- 西谷大 - 考古学者、国立歴史民俗博物館長・教授
- 丹羽仁史 - 生物学者、医師、熊本大学発生医学研究所教授
- 濱野真二郎 - 寄生虫学者、長崎大学熱帯医学研究所副所長（教授）
- 原田久 - 行政学者、立教大学副総長、日本行政学会理事長、内閣府再就職等監視委員会委員
- 原田正純 - 医学博士、熊本学園大学教授、水俣病被害者支援
- 松岡雅雄 - 医学博士、京都大学名誉教授、熊本大学病院副院長
- 松木邦裕 - 精神科医、京都大学名誉教授、元日本精神分析学会会長
- 松村保広 - 医学博士、国立がん研究センター新薬開発分野長、トムソン・ロイター引用栄誉賞
- 丸谷浩介 - 法学者、九州大学大学院法学研究院教授、福岡地方最低賃金審議会会長、日本学術会議会員
- 森田浩一郎 - 医学博士、元上智大学教授、元学校法人神田学園理事長
- 森正人 - 国文学者、熊本大学名誉教授、元尚絅大学学長、日本古典文学会賞

### 文学
- 井上雄彦 - 漫画家（中退）
- 永畑道子 - ノンフィクション作家
- 浜名理香 - 歌人
- 平川綾真智 - 詩人
- 古城十忍 - 劇作家
- 光岡明 - 直木賞作家
- 三崎亜記 - 小説家、小説すばる新人賞受賞

### 芸能・芸術
- 岩代浩一 - 作曲家
- 名和宏 - 俳優（中退）
- 宮崎美子 - 女優
- 斉藤慶子 - 女優（中退）
- 中上真亜子 - モデル、KBCテレビ「ドォーモ」リポーターなどで活躍中
- YANAGIMAN - 音楽プロデューサー、作曲家、編曲家。ケツメイシを始めとするアーティストのプロデュースを手がける。
- 坂本寧 - 画家、医師。
- 柳喬之 - 俳優
- あきよしふみえ - シンガーソングライター 、歌手、作詞家。
- かなぶんや - ローカルタレント、ラジオパーソナリティ

### マスコミ
- 高木正幸 - 元朝日新聞編集委員、元帝京大学教授
- 大野克郎 - NHKアナウンサー
- 庭木櫻子 - NHKアナウンサー
- 岡田亜沙美 - NHK熊本放送局契約キャスター
- 舩津真弓 - 熊本朝日放送アナウンサー
- 柴田理美 - 熊本朝日放送アナウンサー
- 村上美香 - 熊本県民テレビアナウンサー
- 福島絵美 - 熊本放送アナウンサー
- 後藤祐太 - テレビ熊本アナウンサー
- 小濱幹子 - 元エフエム福岡アナウンサー
- 酒井俊幸 - 元サガテレビアナウンサー
- 小野裕子 - 気象予報士、元大分放送アナウンサー
- 玉利かおる - フリーアナウンサー
- 前畑静香 - フリーアナウンサー

### スポーツ
- 神風莉央 - キックボクサー

## 博士号取得者
- 岩間厚志 - 生物学者、東京大学医科学研究所副所長
- 平井啓久 - 生物学者、京都大学名誉教授、元京都大学霊長類研究所所長

## 旧制学校出身者

### 高等工業学校出身者
旧制第五高等学校工学部・熊本高等工業学校・熊本工業専門学校
- 井上吉夫 - 元国土庁長官、元沖縄開発庁長官、元北海道開発庁長官
- 馬場昇 - 元衆議院議員、元日本社会党書記長
- 松前重義 - 元衆議院議員、東海大学創立者
- 川越庸一 - 大同メタル工業創業者・元社長
- 立石一真 - オムロン創業者・元社長
- 川北徹 - 三井金属鉱業社長、相談役
- 本田茂 - 元間組社長
- 中山義崇 - 教育者、崇城大学創設者、同元学長、元日本私立大学協会副会長

### 旧制薬学専門学校出身者
九州薬学専門学校・熊本薬学専門学校等
- 岡部桂一郎 - 歌人

### 旧制医科大学・医学専門学校出身者
熊本医学専門学校・熊本医科大学等
- 大浜方栄 - 元参議院議員、元参議院沖縄及び北方問題に関する特別委員長、医師
- 大塚敬節 - 東洋医学者、元日本東洋医学会理事長、日本医師会最高優功賞

### 師範学校出身者
熊本師範学校等
- 丸木政臣 - 教育評論家、元和光学園園長、ペスタロッチ教育賞
- 安永蕗子 - 歌人
- 犬童球渓 - 作曲家